# Plutodes unindentata
Plutodes unindentata là một loài bướm đêm trong họ Geometridae.